# Chaussée d’Antin – La Fayette (Métro Paris)

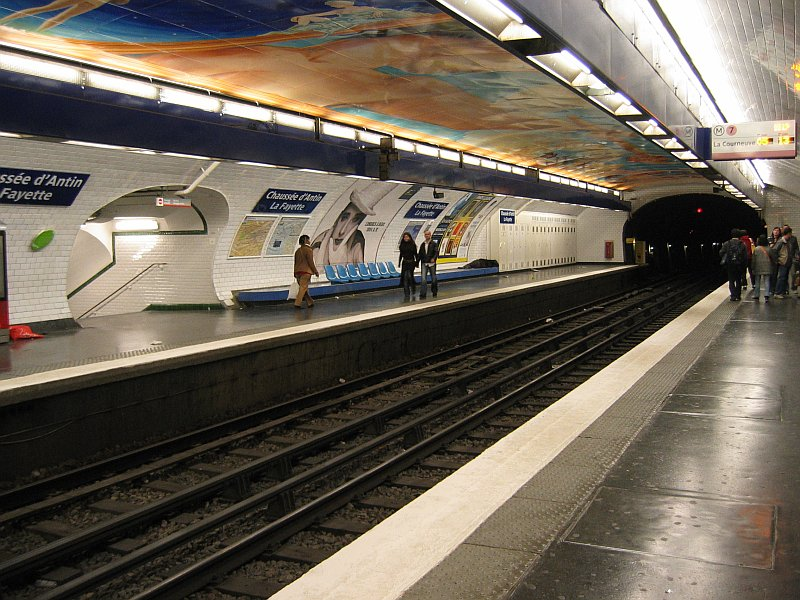
Station der Linie 7

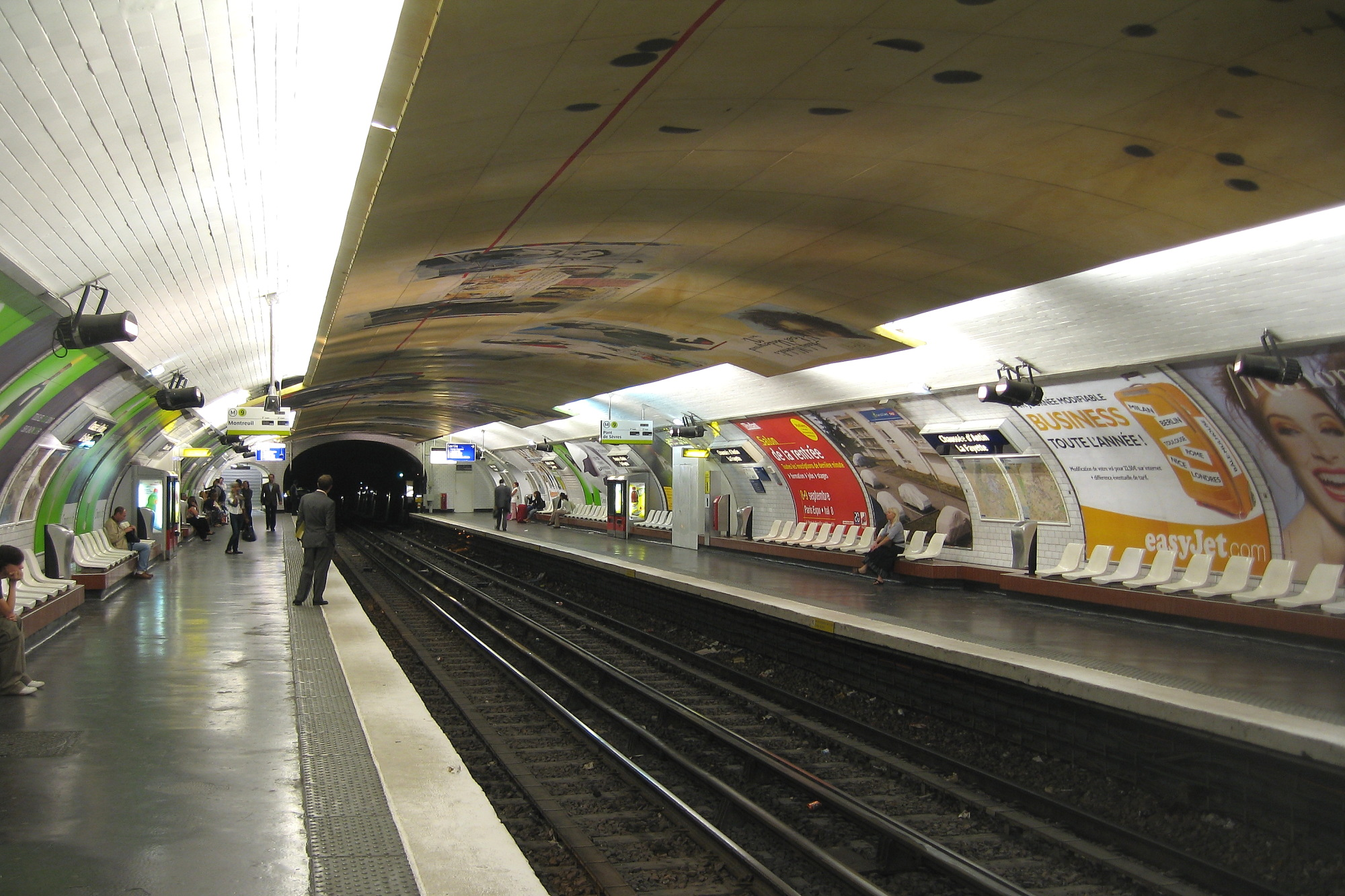
Station der Linie 9

Chaussée d’Antin – La Fayette [ʃose dɑ̃tɛ̃ la fajɛt] ist ein unterirdischer Umsteigebahnhof der Pariser Métro. Er wird von den Linien 7 und 9 bedient.

## Lage
Der U-Bahnhof befindet sich im Quartier de la Chaussée-d’Antin des 9. Arrondissements von Paris. Die Station der Linie 7 liegt längs unter der Rue La Fayette nördlich des Boulevard Haussmann, die der Linie 9 längs unter dem Boulevard Haussmann östlich der Einmündung der Rue La Fayette.

## Name
Namengebend sind die dort den Boulevard Haussmann kreuzende Straße Rue de la Chaussée d’Antin und die einmündende Rue La Fayette. Die nach Clichy führende Chaussée d’Antin war in dem sumpfigen Gelände auf einem Damm angelegt worden. An ihr lag das Haus des Herzogs von Antin, Louis Antoine de Pardaillan de Gondrin, der 1712 der Chaussée ihren Namen gab.
Die Rue La Fayette ist nach Marie-Joseph Motier, Marquis de La Fayette (1757–1834) benannt. Der General nahm auf der Seite der Kolonisten am Amerikanischen Unabhängigkeitskrieg teil, während der Französischen Revolution versuchte er, zwischen den Revolutionären und dem König zu vermitteln. Der von ihm gegründete politische Klub der Feuillants strebte eine konstitutionelle Monarchie nach englischem Vorbild an.

## Geschichte
Die Station der Linie 7 wurde am 5. November 1910 in Betrieb genommen, als deren erster Abschnitt von Opéra bis Porte de la Villette eröffnet wurde. Zunächst hieß die Station nur „Chaussée d’Antin“.
Am 3. Juni 1923 wurde die Linie 9 von Saint-Augustin um zwei Stationen verlängert. Von da an bis zum 30. Juni 1928 war Chaussée d’Antin – La Fayette deren östlicher Endpunkt.

## Beschreibung
Beide Stationen liegen unter elliptischen Deckengewölben, sie haben gekrümmte, weiß geflieste Seitenwände. An je zwei Streckengleisen liegen Seitenbahnsteige, die Stationen sind jeweils 75 m lang.
Unter der Kreuzung des Boulevard Haussmann mit der Rue de la Chaussée d’Antin überquert die Strecke der Linie 7 in einem Bogen die der Linie 9. Kurz davor zweigt nach rechts ein Betriebsgleis zur Linie 3 aus, nordöstlich der Station der Linie 7 liegt ein einfacher Gleiswechsel.
Es existieren fünf Zugänge am Boulevard Haussmann und einer an der Rue La Fayette, bis auf einen sind sie durch von Adolphe Dervaux im Stil des Art déco entworfene Kandelaber markiert.

## Fahrzeuge
Auf der Linie 7 verkehren konventionelle Fünf-Wagen-Züge der Baureihe MF 77. Zwischen 1971 und 1979 liefen dort Züge der Baureihe MF 67, davor solche der Bauart Sprague-Thomson.
Zunächst verkehrten auf der Linie 9 ebenfalls Züge der Bauart Sprague-Thomson, die dort ihr letztes Einsatzgebiet hatten. 1983 kam die Baureihe MF 67 auf die Strecke. Seit Oktober 2013 kam zunehmend die Baureihe MF 01 zum Einsatz, am 14. Dezember 2016 verkehrte der letzte MF-67-Zug auf der Linie 9.

## Umgebung
In unmittelbarer Nähe befindet sich das Stammhaus der Warenhauskette Galeries Lafayette.